# Cidreira (Rio Grande do Sul)
Cidreira é um município brasileiro localizado na Aglomeração Urbana do Litoral Norte, instituída pela Lei Complementar Estadual 12.100/2004, do estado do Rio Grande do Sul.
Cidreira possui uma das praias mais antigas do estado para veraneio. É juntamente, com Balneário Pinhal, a praia mais próxima da capital, Porto Alegre.
Hoje, ainda demonstra um destaque junto ao turismo estadual e nacional, e já foi uma das praias mais populares e frequentadas do Rio Grande do sul, que era de grande prestígio turístico. Teve importância naval pois possui um farol, que já é centenário; possui grande destaque na pesca, justamente pelo seu extenso mar, sua plataforma de pesca, suas três lagoas e seus inúmeros banhados; tem apresentado esforços para se destacar em turismo, música,[carece de fontes?] e cinema. É no seu território que está o polêmico estádio Sessinzão, que foi construído com capacidade para 17.000 pessoas, quando a cidade possuía pouco mais de 8.000 habitantes.
Cidreira é composta por 5 bairros oficiais: Salinas, Nazaré, Centro, Ildo Meneghetti e Costa do Sol, sendo que existem também os bairros e regiões não oficiais, tais como o Parque dos Pinus, o Bairro da Antena, a Fortaleza, as Cabras e a parte de divisa com Balneário Pinhal ao sul, conhecido popularmente de "Pinheira" ou Pinheira Gaúcha (junção de Pinhal e Cidreira fazendo referência a divisa entre os municípios).[carece de fontes?] Com uma população que, de acordo com o IBGE, atinge 17.071 habitantes, distribuídos em uma área pouco maior que o município de Canoas, Cidreira é uma das cidades menos povoadas de todo o Litoral Gaúcho.
Cidreira é bastante conhecida entre os gaúchos, porém o destaque turístico maior fica para outras praias populares no litoral norte do Rio Grande do Sul, como Tramandaí, Xangri-lá, Capão da Canoa, Torres, dentre outras. Destaca-se a beira da praia, que é praticamente deserta no inverno, o que é muito valorizado por moradores e turistas que preferem a paz e tranquilidade à agitação.
Outro aspecto destaque de Cidreira é a construção civil, pois a cidade encontra-se em meio a processo de urbanização, ainda em estágios iniciais. Os ônibus urbanos têm apenas dois trajetos, e o principal é a linha Salinas-Costa do Sol, pois os principais bairros estão enfileirados, sendo que basta cruzá-los para percorrer por todo o território urbano do município. Abrigava em seu interior, até o segundo semestre de 2012,  um dos campus da Universidade Estadual do Rio Grande do Sul, que posteriormente devido às más condições estruturais do prédio doado pela prefeitura e pela falta de opções de transporte, acabou mudando-se para o município de Osório.

## História
O Território de Cidreira já era habitado por indígenas muito antes da chegada do homem branco, depois servindo para passagem de colonizadores, bandeirantes e tropeiros. Os Campos das Cidreiras, como era conhecida toda a região, limitavam-se ao sul com os Campos do Quintão, ao norte com os Campos de Taramanday, a oeste com os Campos de Viamão e a Leste com o oceano Atlântico. Em 1749 a Estância das Cidreiras era de propriedade de Domingos Fernandes de Oliveira, Sargento-Mor da Colônia de Sacramento que vendeu a Estância das Cidreiras para Manuel Pereira Franco, almoxarife-Mor da Colônia de Sacramento. A cidade tem suas origens na doação da sesmaria de Cidreira para Manuel Pereira Franco, doação esta feita pela Coroa de Portugal, em 1767. O território passa por diversas mãos, devido a sonegação de impostos e outros motivos. Em 1800 há registros de que recebia seus primeiros veranistas. Já pertenceu aos municípios de Santo Antônio da Patrulha, Osório e Tramandaí. Conquista definitivamente sua emancipação em maio de 1988.

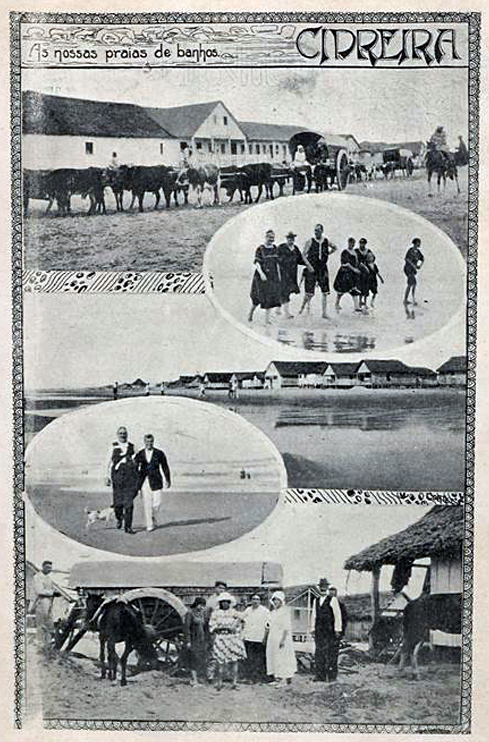
Cidreira em 1919 em publicidade da revista Máscara

Em 1767, a Coroa de Portugal doou a sesmaria de Cidreira para o almoxarife-mor Manuel Pereira Franco. Possuía de frente 4,5 léguas (29.700m), com 2,5 léguas de orla marítima (16.500m) e era composta pelas fazendas Cidreira, Rondinha, Roca Velha, Ponta do Mato e Porteira. Posteriormente, devido à sonegação de impostos, a Coroa confiscou as terras para serem leiloadas.
Em 1819 a sesmaria de Cidreira foi comprada por Luiz José Ferreira Saraiva, legando ao filho Francisco Pereira Saraiva as terras do norte: Roca Velha, Rondinha e Cidreira.
Somente após 1860 começaram a vir para Cidreira os primeiros veranistas, ficando em casas de palha, com chão de areia batida. Dentre os pioneiros encontravam-se as famílias Cauduro, Pilla, Boppe, Mostardeiro, Chaves Barcellos, Bins, J.H. Santos e outras.
Devido ao difícil acesso não havia moradores, o que passou a ocorrer após a construção do primeiro farol, destacando-se João Neves, fiscal do governo estadual, que passou a residir ali para impedir a construção de casas sem a autorização do governo. Nessa época a praia era popularmente chamada de Pernambuquinho.
A partir de 1930 começaram a surgir as primeiras casas de madeira, sendo construída (em madeira) a Igreja Nossa Senhora da Saúde, surgindo, também, os Hotéis Atlântico (no local onde hoje é a estação rodoviária), Farroupilha (atualmente Edifício Alvorada), Castelo, Farol, Cidreira e outros.
Em 1950 foi iniciada a construção da estrada ligando Porto Alegre ao litoral (concluída em 1958), desenvolvendo-se o processo de urbanização de Cidreira/Pinhal. Em 1954, a CEEE instalou o primeiro gerador de energia elétrica, seguindo-se na década de 1960 o primeiro posto telefônico e o serviço de tratamento da água, pela Corsan.
O município teve a sua origem em Santo Antônio da Patrulha, passando mais tarde a pertencer a Osório e, por fim, a Tramandaí – até que, em 9 de maio de 1988, foi emancipado.

### Gentílico
O nome seria derivado da erva-cidreira, podendo ser a erva-cidreira (Aloysia triphylla), o capim-cidró (Cymbopogum citratus) e a melissa (Melissa officinalis). Jacy Waldyr Fischer, no livro Origem dos nomes dos municípios gaúchos e seus distritos, considera que o nome está relacionado à primeira. Outra possibilidade seria a relação com uma localidade chamada Cidreira, em Portugal. Não há, porém, provas documentais da origem do nome.

## Geografia
Localiza-se a uma latitude 30º10'52" sul e a uma longitude 50º12'20" oeste, estando a uma altitude de 0,60 metro. No verão, a população estimada é de mais 500 mil pessoas. Possui uma área de 241,94 km².
O vento concede feições marcantes nas copas de árvores e arbustos da vegetação das matas de restinga, que estão a cerca de 3 km da linha da praia. Na vegetação psamófica, é considerado marcante o seu xeromorfismo, com presença de folhas reduzidas, que são lustrosas na face superior, coriáceas, com acúleos e espinhos. Essa configuração é vista também em outras praias da região.

### Praias
- Praia das Cabras
- Praia de Salinas
- Praia de Nazaré
- Praia de Cidreira
- Praia Ildo Meneghetti
- Praia Costa do Sol
- Balneário da Fortaleza

### Demografia
Em 2022, possuía uma população de 17.071 habitantes. Esse município tem uma área territorial de 243,419 km² e uma densidade demográfica de 70,13 hab/km².  Há uma densidade domiciliar de cerca de 2,49 moradores por residência.
Em 2010, o Índice de Desenvolvimento Humano Municipal (IDHM) de Cidreira é de 0,729 , indicando um nível razoável de desenvolvimento humano. A escolarização para crianças de 6 a 14 anos é alta, atingindo 99,1%.
Em comparação com outros municípios, Cidreira está na 115ª colocação no estado, na 308ª colocação na região Sul e na 2.014ª colocação no Brasil em termos de população.

#### Composição da população

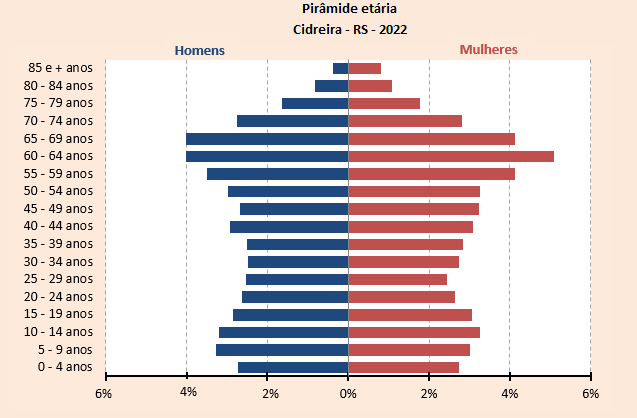
Pirâmide etária de Cidreira segundo os dados do IBGE de 2022. Fonte: IBGE (2022)

Observando a pirâmide etária de Cidreira, segundo os dados do IBGE de 2022 conferimos um envelhecimento da população e diminuição no número de jovens entre 2010 e 2022, na cidade de Cidreira.

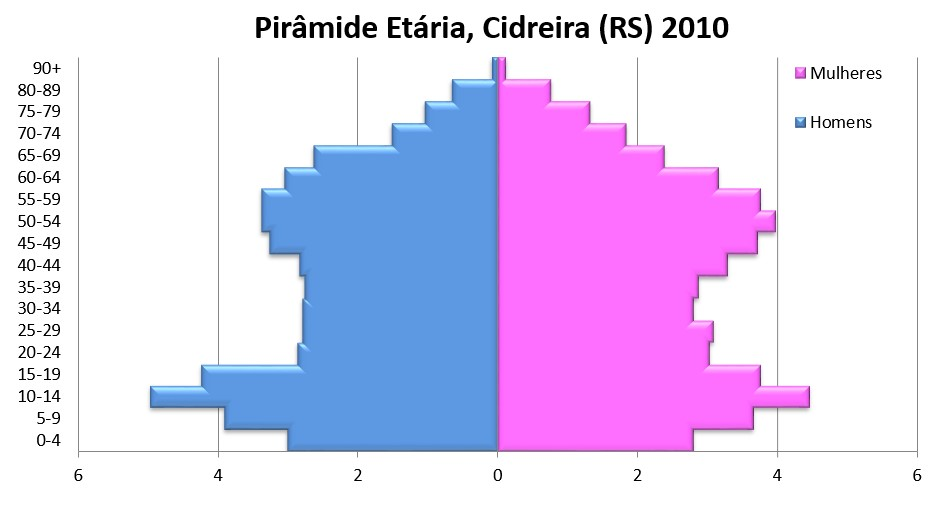
Pirâmide Etária de Cidreira (RS), 2010. Fonte: IBGE, 2010. https://sidra.ibge.gov.br/tabela/1378#/n6/4305454/

#### Nascidos Vivos
Em 2022, nasceram 166 crianças cujas mães residiam em Cidreira. Pelo fato de não possuir hospital/maternidade, o número de nascimentos em Cidreira foi de apenas 2 crianças, sendo 1 parto domiciliar.

##### Expectativa de Vida
Em 2010, a expectativa de vida ao nascer em Cidreira, Rio Grande do Sul, é de 75,89 anos. Esse indicador é fundamental na área de saúde, pois reflete o número médio de anos que se espera que um indivíduo viva. Vale ressaltar que a expectativa de vida está relacionada às condições socioeconômicas e é relevante para orientar políticas públicas. 

##### Taxa de Mortalidade Infantil
Em 2020, a taxa de mortalidade infantil em Cidreira, Rio Grande do Sul, é de 18,07 óbitos por mil nascidos vivos. Isso significa que, a cada mil bebês nascidos, cerca de 18 não sobrevivem até o primeiro ano de vida. Vale lembrar que essa taxa é um indicador importante para avaliar a qualidade do sistema de saúde e as condições de vida da população.

### Subdivisões

#### Distritos
| Distrito     | População |
| ------------ | --------- |
| Cidreira     | 7962      |
| Costa do Sol | 920       |

## Economia
As principais atividades econômicas em Cidreira, Rio Grande do Sul incluem serviços, comércio varejista, alimentos, restaurantes e construção. Além disso, a cidade tem destaque na pesca devido ao seu extenso mar, plataforma de pesca, lagoas e banhados. A Praia de Cidreira é conhecida e frequentada por turistas, oferecendo infraestrutura completa com bares, restaurantes e quiosques, além de atividades como surf e stand-up paddle.

### Turismo
Cidreira também tem muitos pontos turísticos e locais curiosos no seu território, que ajudam a contribuir na visão peculiar que os visitantes têm da cidade: a rodoviária abandonada do Ildo Meneghetti, que tem grande parte do seu território coberto por areia; os Camaronitos, estátuas espalhadas por toda a cidade.
- Mais de 50% do território de Cidreira é coberto por dunas. Uma parte dessas dunas é chamada de lençóis cidreirenses, em homenagem aos lençóis maranhenses.[41] O acesso fica na RS 786, próximo ao parque eólico (há uma placa indicando o lugar). Com uma extensão de, aproximadamente 40 km², é  área de preservação permanente. Com as chuvas ocorre a formação de piscinas naturais.[42]
- Plataforma de pesca[43]
- Lagoa Country Club
- É considerada Praia de Naturalismo Eventual.[44]
- Possui cerca de 120 pescadores artesanais[45]
- Concha acústica, onde ocorrem shows gratuitos para a população.[46]Concha Acústica de Cidreira

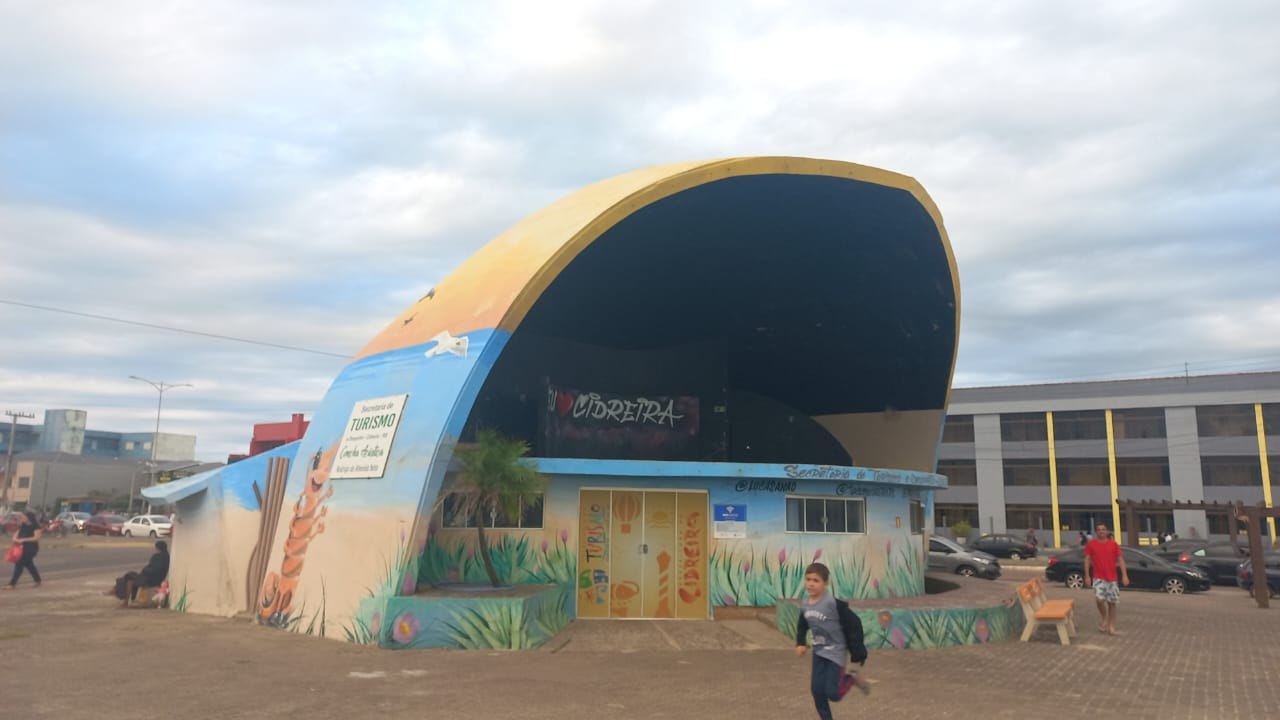
Concha Acústica de Cidreira

### Iemanjá
O turismo religioso na cidade ganhou no ano de 2016 uma das maiores estátuas de Iemanjá no Brasil. Tradicionalmente no início de fevereiro a cidade realiza a Festa de Iemanjá com shows e com procissões.

## Arquitetura
A crescente demanda para construção de casas de veraneio trouxe nova concepção às questões arquitetônicas. Muitos arquitetos dedicaram-se à construção na praia. As empresas ofereciam casas de madeira, destacando-se os avarandados em toda volta da casa. As construções de alvenaria também começaram a ganhar as praias. Uma das primeiras casas de alvenaria de Cidreira é a famosa Vila Otília, que ainda hoje guarda suas características originais.
A arquitetura em Cidreira acompanhou a fase de grande desenvolvimento da construção civil no litoral. Em pouco tempo grandes casas estavam sendo construídas na praia. Destaca-se que a maioria das primeiras casas de alvenaria ainda estão preservadas. Seguiram-se as construções de dois pisos, sempre buscando aproveitar a vista para o mar. As casas de alvenaria foram tomando o lugar dos tradicionais chalés, bangalôs e ranchos. Cidreira é uma das praias com maior número de casas tradicionais preservado.

## Política
Por volta de 1984 a comunidade cidreirense encontrava a necessidade de possuir uma administração própria pois ainda pertencia ao município de Tramandaí. No Cidreira Praia Clube (CPC) foi criada uma comissão que lutaria pela emancipação de Cidreira, que seria finalmente conquistada em 1988, tendo Remy Carniel como seu primeiro prefeito.
A sede da prefeitura abrigava toda a parte administrativa do município e ainda um posto de saúde. Após a primeira gestão foi ampliada ganhando um terceiro andar, mais salas e um auditório para mais de 400 pessoas. Nessa época Cidreira recebia um setor de TI.
Em 1996, o Balneário Pinhal emancipa-se de Cidreira. É o único município filho de Cidreira. A emancipação aconteceu depois da criação da bandeira e do brasão de Cidreira, ficando alguns pontos destacados do brasão na nova cidade. O Túnel Verde, retratado na parte superior esquerda do brasão e a força produtiva do mel, retratada na parte inferior esquerda, são tópicos que não representam mais Cidreira, mas que são considerados como parte da sua história.

### Família Berger
Emma Berger e José Berger foram os primeiros colonos a estabelecer raízes em Cidreira. Eles fundaram o famoso hotel Atlântida. A família Berger, de origem Alemã, teve uma importante participação no desenvolvimento inicial da praia. Eles ajudaram na construção de Cidreira nos anos 30. Eram proprietários de diversos imóveis e comércio. Dos negócios da família faziam parte a rodoviária, Casa do Leitor, fliperama, entre outros estabelecimentos. O terreno onde fica a praça principal chamada José Berger foi uma doação da família para a cidade. Mais tarde, na gestão do ex-prefeito Elói Braz Sessim, veio a desapropriação de terras pertencentes aos herdeiros da segunda geração. Isso trouxe a criação da concha acústica.

### Figuras ilustres da política
Esmirrá de Souza foi a primeira vereadora travesti da história da cidade. Com menos de dois meses de mandato, já fez pedidos de conclusão do asfaltamento de diversas ruas do bairro Chico Mendes.
Para a gestão 1993/1996, foi eleito o prefeito Elói Braz Sessim. Sua administração destacou-se por obras significativas e escândalos administrativos. Reformou e ampliou a sede da Prefeitura Municipal, construiu o calçadão da Avenida Mostardeiros, construiu a Concha Acústica e a Praça José Berger. Edificou o CIEP e o Estádio Sessinzão. Sessim não terminou o mandato, acusado de improbidade administrativa.
Milton Bueno foi o prefeito eleito em 2013, e logo no início do seu mandato já causou polêmica, ao mandar derrubar árvores cinquentenárias da antiga Rua do Arroio, com o objetivo de construir um calçadão. Já em janeiro de 2013, o Ministério Público Eleitoral entrou com um pedido de cassação do mandato do recém eleito prefeito, por suspeita de compra de votos.

### Prefeitos
| Nº | Nome                             | Partido | Início do mandato      | Fim do mandato         | Observações       |
| 1  | Remy Carniel                     | PMDB    | 1 de janeiro de 1989   | 31 de dezembro de 1992 | Prefeito eleito   |
| 2  | Elói Braz Sessim                 | PDT     | 1 de janeiro de 1993   | 31 de dezembro de 1996 | Prefeito eleito   |
| 3  | Elimar Tomaz Pacheco             | PMDB    | 1 de janeiro de 1997   | 31 de dezembro de 2000 | Prefeito eleito   |
| 4  | Custódia Bergues da Silva        | PTB     | 1 de janeiro de 2001   | 31 de dezembro de 2004 | Prefeito eleito   |
| 5  | Roberto Pires Camargo            | PMDB    | 1 de janeiro de 2005   | 31 de dezembro de 2008 | Prefeito eleito   |
| —  | Roberto Pires Camargo            | PMDB    | 1 de janeiro de 2009   | 31 de dezembro de 2012 | Prefeito reeleito |
| 6  | Milton Terra Bueno               | PMDB    | 1 de janeiro de 2013   | 31 de dezembro de 2016 | Prefeito eleito   |
| 7  | Alexsandro Contini de Oliveira   | PP      | 1 de janeiro de 2017   | 31 de dezembro de 2020 | Prefeito reeleito |
| 8  | Alexsandro Contini de Oliveira   | PP      | 1 de janeiro de 2021   | 24 de novembro de 2021 | Renúncia          |
| 9  | Elimar Tomaz Pacheco             | PSDB    | 25 de novembro de 2021 | 31 de Dezembro de 2024 |                   |
| 10 | Gilberto Costa (Beto do Litoral) | PODEMOS | 1 de Janeiro de 2025   | atual                  | Prefeito eleito   |

## O polêmico Sessinzão
Na gestão do Prefeito Elói Sessim, foi construído esse imenso estádio, considerado uma obra faraônica, ou um elefante branco. Construiu-se o estádio com capacidade para 17.000 pessoas, quando a cidade não possuía mais do que 8.000 habitantes. Foi considerado um "símbolo da corrupção e da má utilização das verbas públicas". Ajudou Cidreira a entrar em processo de endividamento.
Inaugurado em 1996, tem um gramado com 108m x 74m. Já sediou 19 jogos oficiais, entre o Campeonato Gaúcho e a Copa Renner. Não é usado profissionalmente desde 2007. O estádio traz dívidas desde a época da sua construção, com precatórios de serviços que jamais foram pagos pela prefeitura, girando em torno de R$ 7 milhões. O vice-prefeito Claudio Volf, da administração 2013-2016, revelou que a prefeitura vinha tentando negociar o estádio por R$ 2,3 milhões. Ele afirmou que queriam ceder a área de graça, em comodato, mas mesmo assim não surgiram interessados. Ainda segundo o vice-prefeito, precisa-se de mais R$ 3 milhões para fazer a reforma do prédio. Um laudo apontou no estádio corrosões, problemas nas ferragens e infiltrações. O prefeito responsável pela construção do estádio, Elói Sessim, defende-se afirmando que não teve como terminar a obra, pois seu mandato foi cassado, por improbidade administrativa.
Recentemente, uma recicladora de resíduos sólidos industriais de Novo Hamburgo, por proposta da prefeitura, iria utilizar parte do estádio. Mas a câmara de vereadores recusou por unanimidade a proposta. Elói Sessim comemorou a decisão do poder legislativo.

## Comunicação

### Rádio
Cidreira possui uma emissora de rádio local (Cidreira FM 91.3) e uma emissora comunitária. A cidade também recebe o sinal de emissoras de outros municípios do litoral gaúcho, como Osório e Capão da Canoa.

### Televisão
Não existem emissoras de televisão com sede em Cidreira, mas a cidade recebe o sinal dos principais canais de TV do Rio Grande do Sul (RBS TV, SBT RS, RecordTV RS, Band RS, TV Pampa e TVE RS), através de retransmissoras instaladas na cidade vizinha de Osório.

### Imprensa
Cidreira possui três jornais: O Marisco, que é publicado há mais de 15 anos e possui dois prêmios nacionais de comunicação comunitária, Jornal Litorâneo, de circulação quinzenal e que circula também em Balneário Pinhal, Tramandaí, Imbé, Mariluz e Osório, e o Jornal Maré Cheia, de circulação quinzenal.